# Jean Paul Timoléon de Cossé-Brissac
Pour les autres membres de la famille, voir Maison de Cossé-Brissac.
Pour les articles homonymes, voir Cossé, Brissac et Maréchal de Brissac.

Jean Paul Timoléon de Cossé-Brissac, 7e duc de Brissac, marquis de Thouarcé, né le 12 octobre 1698 à Paris et mort le 17 décembre 1780 dans la même ville, est un maréchal de France, grand panetier et général de Louis XV.
Il est principalement connu pour son action à la tête de l'arrière garde française à la bataille de Minden.

## Famille
Deuxième fils et troisième des cinq enfants d'Artus-Timoléon, comte puis duc de Brissac, et de Marie Louise Béchameil de Nointel (fille de Louis Béchameil de Nointel), il succède à son frère aîné, Charles Timoléon Louis (1693-1732), mort sans héritier mâle.

## Carrière
Il fut d'abord présenté de minorité à l'âge de quatre ans à l'ordre de Saint-Jean de Jérusalem en 1702 et garde de la marine en 1713, servit sur les galères de Malte en 1714, se trouva à différentes actions contre les Turcs, et, en 1716, au siège de Corfou, défendu par le maréchal de Schulembourg, qui obligea les Turcs à le lever. De Brissac quitta le service de mer sans présenter ses vœux et revint en France en 1717.

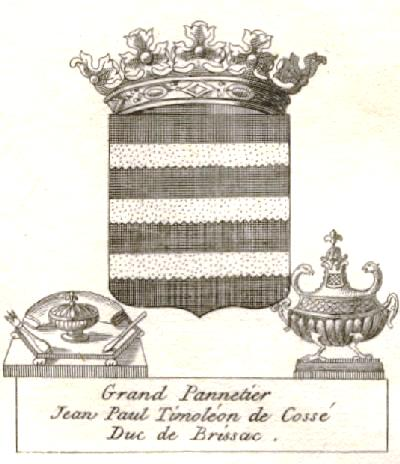
Grand panetier

Mestre de camp d'un régiment de cavalerie de son nom, il servit avec la plus grande distinction jusqu'à la guerre de Sept Ans. Malgré la défaite décisive des Français, sa résistance à la bataille de Minden (1759) fut récompensée par le bâton de maréchal de France. Son courage, sa politesse, tout, jusqu'à sa manière de s'exprimer, annonçait la loyauté, la franchise d'un brave chevalier français, et le modèle des anciens preux français[réf. nécessaire]. Il avait conservé le costume du siècle de Louis XIV, et porta longtemps l'écharpe et les deux queues.
Le comte de Charolais le trouva un jour chez sa maîtresse et lui dit brusquement : Sortez, monsieur. - Monseigneur, répondit fièrement le duc de Brissac, vos ancêtres auraient dit : Sortons. Il est mort en 1780.

## Mariage et descendance
Jean Paul de Cossé-Brissac épouse Marie Josèphe Durey de Sauroy en 1732, d'où trois enfants :
- Louis-Joseph-Timoléon de Cossé (1733-1759), qui épouse le 30 août 1756 Marie Gabrielle Félicité Molé née en 1740, fille de Mathieu-François Molé (1705-1793) premier président au parlement de 1757 à 1763 et Bonne-Félicité Bernard;  sans postérité.
- Louis-Hercule (1734-1792), 9e duc de Brissac, sans postérité masculine ;
- Pierre Emmanuel Joseph Timoléon (1741-1756), marquis de Thouarcé, sans alliance.

Le titre passa aux héritiers de René-Hugues (1702-1754), troisième fils d'Artus-Timoléon.